# ماهاگاما مگوداگاما
ماهاگاما مگوداگاما (به لاتین: Mahagama Megodagama) یک منطقهٔ مسکونی در سری‌لانکا است که در استان مرکزی (سری‌لانکا) واقع شده‌است.